# Sant'Anna, la Vergine e il Bambino con l'agnellino

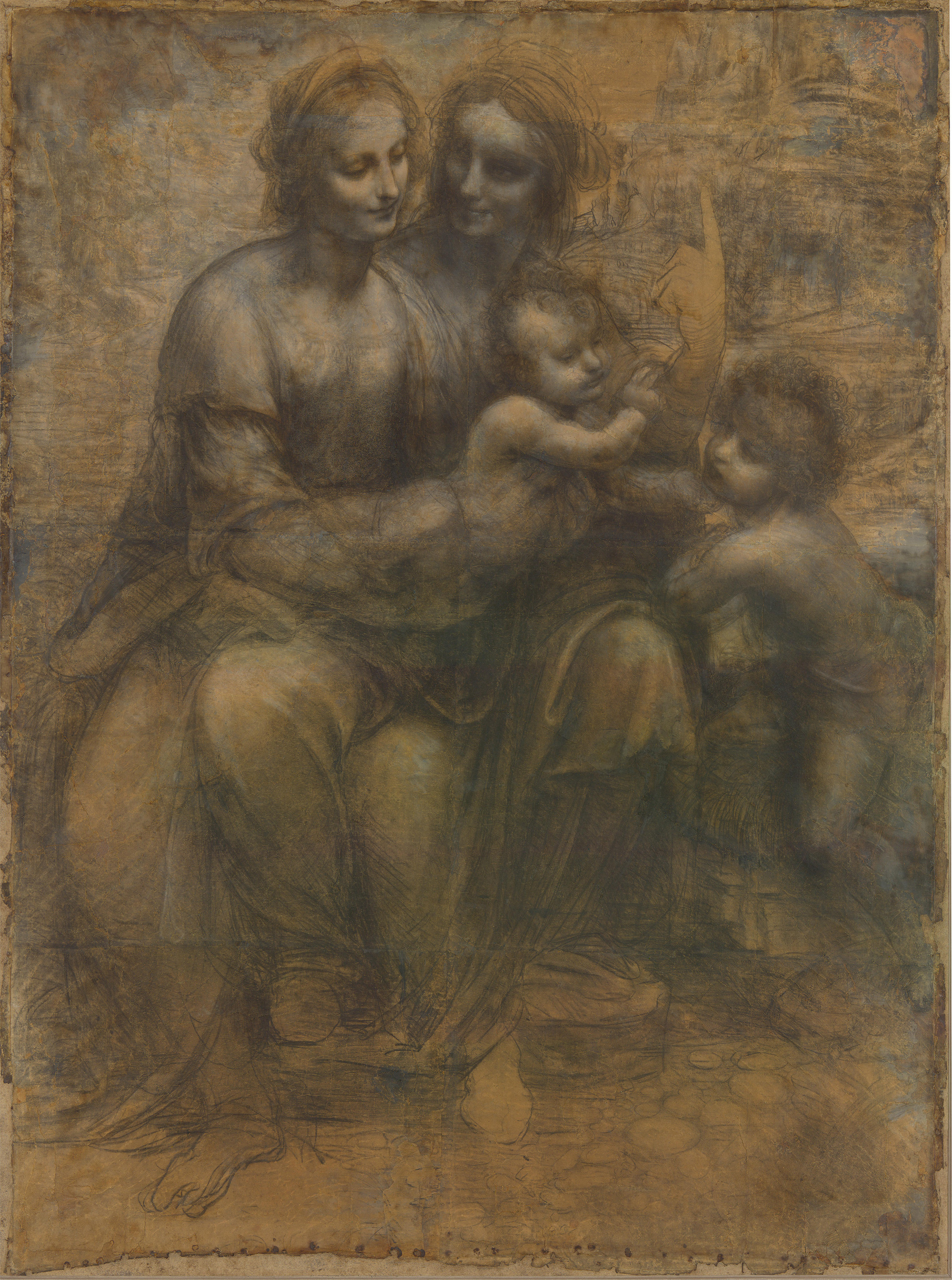
Il Cartone della Madonna con Bambino, Sant'Anna e San Giovannino

Sant'Anna con la Vergine e il Bambino è un dipinto a olio su tavola (168x130 cm) di Leonardo da Vinci, databile al 1510-1513 circa e conservato nel Museo del Louvre di Parigi.

## Storia
Leonardo nel 1501 aveva approntato un cartone con il gruppo della Sant'Anna per la basilica della Santissima Annunziata a Firenze, opera che si ritiene perduta. Tornato a Milano nel 1506 doveva aver creato una nuova versione del dipinto forse per Luigi XII, il cosiddetto Cartone di Burlington House, oggi alla National Gallery di Londra.
La descrizione che nel 1501 il carmelitano Pietro da Novellara diede del dipinto fiorentino a Isabella d'Este «un Cristo Bambino di età circa un anno, che uscendo quasi de' bracci ad la mamma piglia un agnello e pare che lo stringa; la mamma quasi levandosi de grembo ad S. Anna, piglia il bambino per spiccarlo dall'agnellino» combacia con quella della tavola del Louvre, che eventualmente era una copia o una variante autografa dello stesso Leonardo.
Sull'opera parigina si sono fatte varie ipotesi, tra cui quella secondo cui Leonardo, basandosi sugli studi condotti a Firenze per l'altare dell'Annunziata, dipinse la pala a Milano durante il suo secondo soggiorno (1508-1513), per poi lasciarla lì durante il suo soggiorno romano, per poi riprenderla e portarla con sé in occasione della partenza in Francia, dove forse venne acquistata da Francesco I. Una «Madonna col bambino seduta sui ginocchi di Sant'Anna» venne ammirata dal cardinale Luigi d'Aragona durante la sua visita al Castello di Clos-Lucé, dove viveva Leonardo, nel 1517: l'opera è citata dal segretario del cardinale nella sua Relazione del viaggio, assieme a un San Giovanni Battista giovane e due ritratti (uno dei quali si presume fosse la Gioconda).
In ogni caso, le prime notizie attendibili sulla tavola risalgono ai tempi di Luigi XIII, quando nel 1629 fu ritrovata dal cardinale Richelieu a Casale durante la guerra del Monferrato, e fu da questi offerta al re di Francia nel 1636. Dalle collezioni reali passò al Louvre nel 1801.
La struttura del dipinto influenzò Raffaello e Andrea del Sarto in pittura, e Andrea Sansovino (Sant'Anna della basilica di Sant'Agostino in Campo Marzio, Roma) e Francesco da Sangallo (Sant'Anna di Orsanmichele, Firenze) in scultura.
Nel dicembre 2008 un conservatore del Louvre scoprì diversi schizzi sbiaditi nel retro della tavola. La riflettografia infrarossa rivelò tre disegni: una testa di cavallo di 18x10 cm, simile come stile ai cavalli del cartone leonardesco della Battaglia di Anghiari; una parte di teschio umano di 16,5x10 cm; un Gesù bambino con agnello, simile a quello dipinto sul davanti della tavola. Gli schizzi, eseguiti in pietra nera o carboncino, sono con molta probabilità di Leonardo stesso.
Nel 2012 il dipinto fu restaurato dalla specialista italiana Cinzia Pasquali, che già aveva restaurato molti capolavori su incarichi affidati dai direttori di vari musei importanti. Questo intervento fu definito "il restauro del secolo" e con tale espressione s'intitola il documentario dedicato al lavoro di Pasquali.

## Descrizione e stile
L'opera raffigura le tre generazioni della famiglia di Cristo: Sant'Anna, sua figlia Maria e Gesù bambino. Anna tiene Maria sulle ginocchia, quasi fondendosi l'un l'altra; Maria sta per afferrare il Bambino sporgendosi verso destra, mentre egli gioca con un agnello, prefigurazione della sua futura Passione.
La composizione, ricca di significati allegorici, è modellata efficacemente secondo una forma piramidale, come in molte celebri pale rinascimentali, con la sommità nella testa di sant'Anna, che assume quindi un'importanza preminente. Essa lancia uno sguardo benevolo e sorridente a Maria e a Gesù, con una fisionomia tipica della produzione matura di Leonardo. Il suo ruolo è quello di simboleggiare la Chiesa che, ostacolando l'azione di materna apprensione di Maria, ribadisce la necessità del sacrificio volontario di Gesù.
La luce è soffusa e la cromia sapientemente modulata, con effetti atmosferici che legano le monumentali figure in primo piano con l'ampio paesaggio dall'orizzonte altissimo sullo sfondo, caratterizzato da una veduta montana che sfuma in toni chiarissimi per effetto della prospettiva aerea. La cromia spenta e brumosa dello sfondo amplifica la plasticità del gruppo centrale, sapientemente composto con gesti e sguardi che si sviluppano anche in profondità, in un difficile equilibrio tra diagonali e linee contrapposte.
Rispetto al cartone di Burlington House la composizione è più sciolta e meno legata all'esempio classico.

## L'interpretazione di Freud

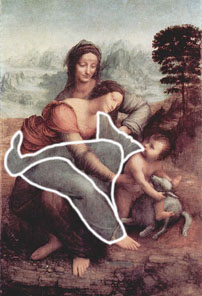
L'"avvoltoio" evidenziato nel dipinto

Sigmund Freud intraprese una indagine psicoanalitica di Leonardo nel saggio Un ricordo d'infanzia di Leonardo da Vinci (1910).  Tra le altre opere di Leonardo, Freud analizzò anche il dipinto del Louvre,  scoprendo nel vestito della Vergine l'immagine di un avvoltoio quando viene osservato di fianco.  Freud afferma che questo rivela una "omosessualità passiva" in accordo con  quanto Leonardo scrive in un foglio del Codice Atlantico, dove racconta di un suo sogno infantile:
(Leonardo da Vinci, Codice Atlantico, f. 186v (ex 66v-b))
Questa fantasticheria leonardesca viene letta da Freud come sovrapposizione tra la relazione dell'infante al seno materno e una fellatio. Egli sosteneva la sua teoria con l'osservazione che i geroglifici egizi rappresentavano la parola "madre" come un avvoltoio (la dèa Mut), poiché gli egiziani credevano che non esistessero avvoltoi maschi, e che le femmine della specie fossero ingravidate dal vento.

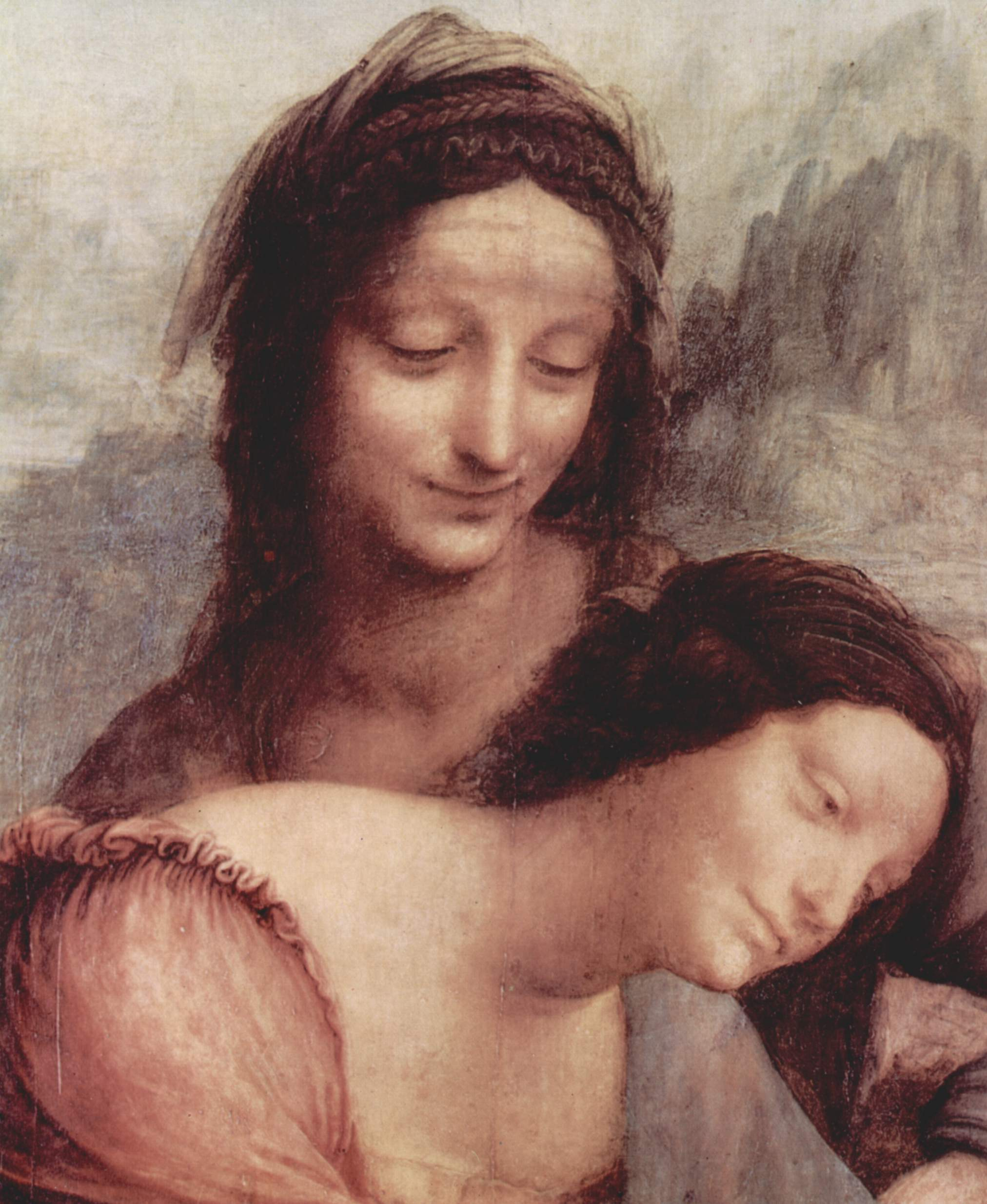
Dettaglio

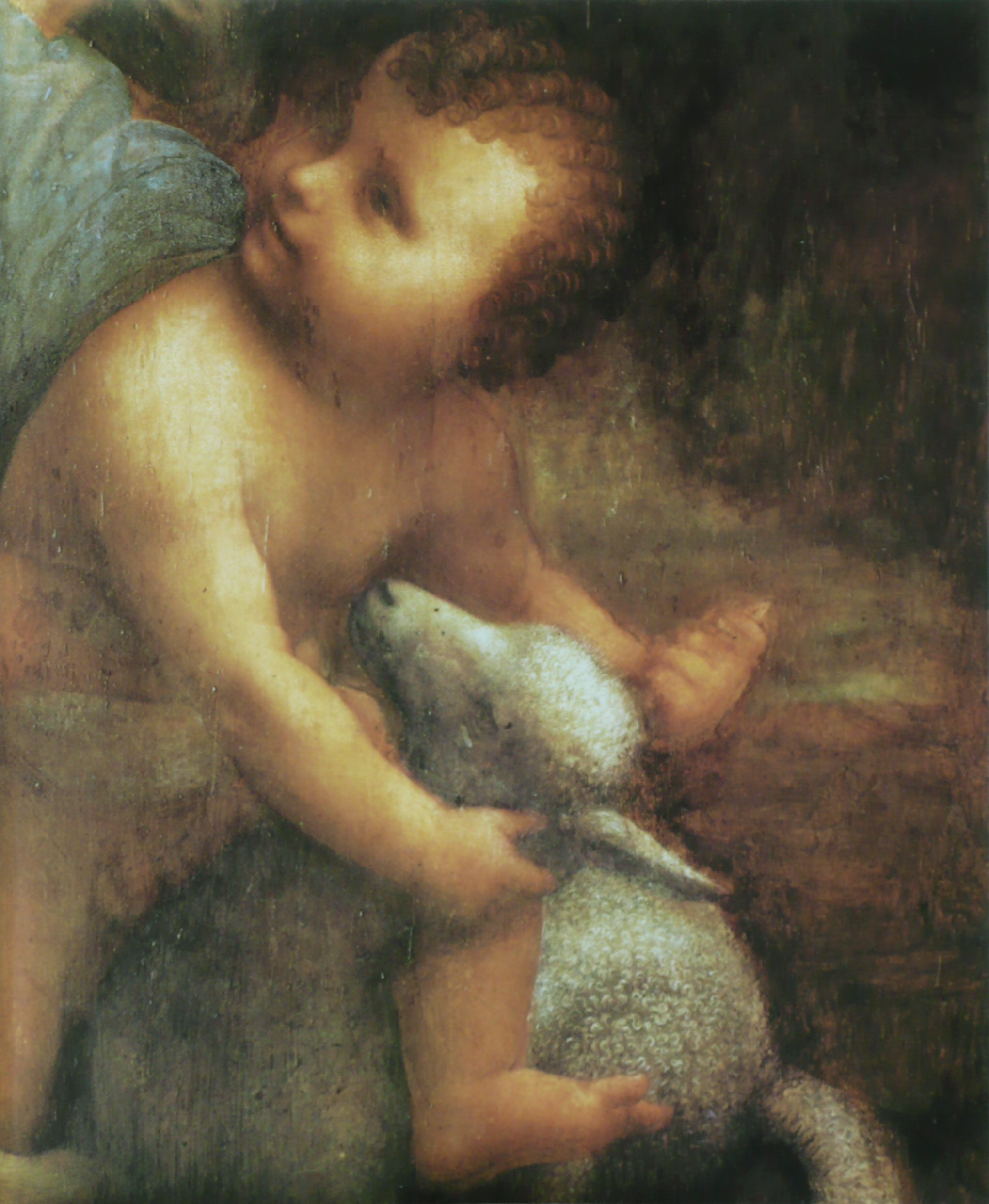
Dettaglio

Sfortunatamente per Freud, la parola "avvoltoio" era dovuta ad una svista del traduttore tedesco del Codice Atlantico, che aveva tradotto nibbio come "Geier" (avvoltoio). La scoperta deluse Freud, che considerava il suo saggio su Leonardo, come disse a Lou Von Salomé, "la sola buona cosa che abbia mai scritto".
Un'altra teoria freudiana prova a spiegare la particolare tenerezza di Leonardo nel dipingere la Vergine Maria con Sant'Anna. Leonardo, figlio illegittimo, fu allevato inizialmente dalla madre naturale prima di essere "adottato" dalla moglie di suo padre. L'idea di dipingere insieme le due madri - di Maria e di Gesù - era particolarmente vicina alla storia personale di Leonardo, poiché anch'egli aveva - in un certo senso - due madri. Freud notò inoltre che in entrambe le versioni della composizione (il dipinto del Louvre e il cartone di Londra) è difficile capire la reale differenza d'età tra sant'Anna e la Vergine Maria.

### La critica di Jung
Carl Gustav Jung ha criticato l'interpretazione di Freud, in merito alla rappresentazione di Maria e Sant'Anna assieme. Egli associa l'ipotesi della doppia madre come un archetipo che alluderebbe alla rinascita e nulla avrebbe a che fare col passato dell'artista.

## Studi

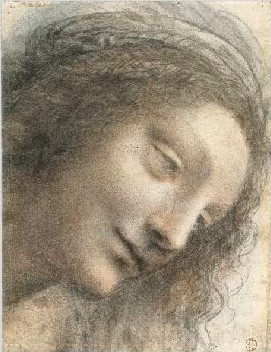
La testa della Vergine
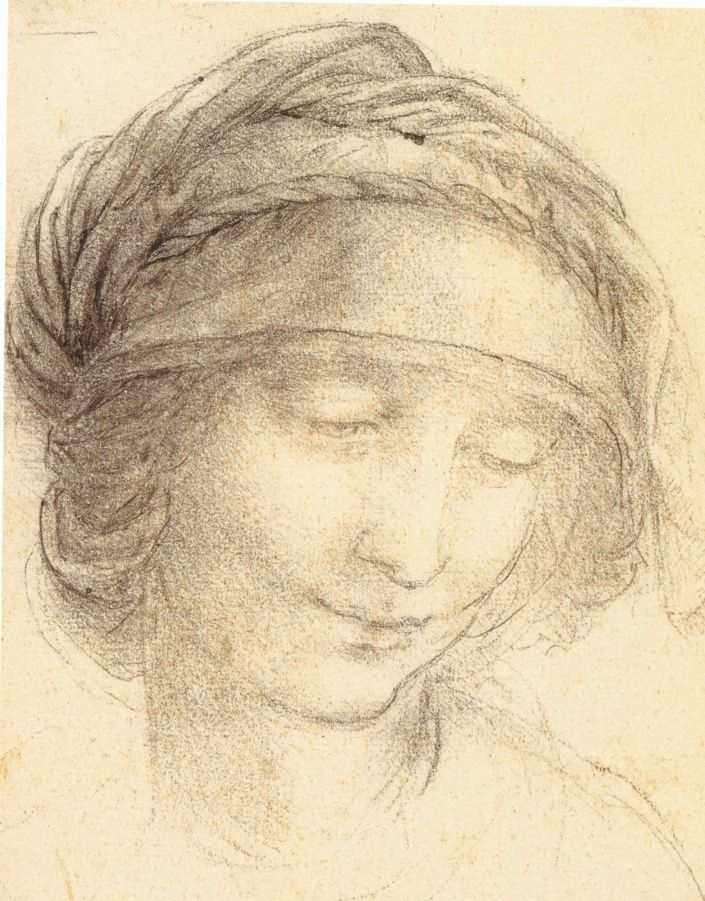
La testa di sant'Anna
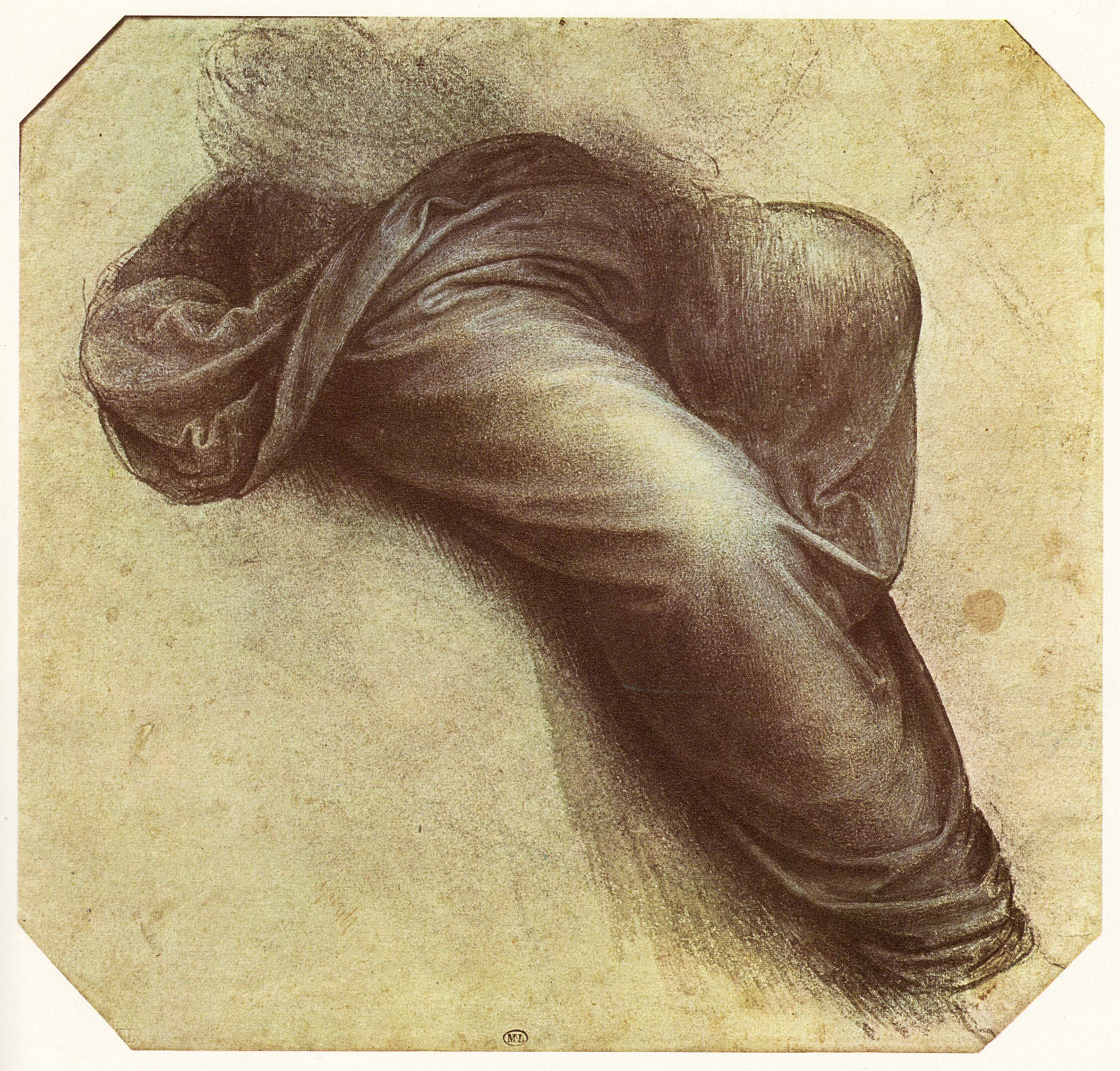
Le gambe della Vergine
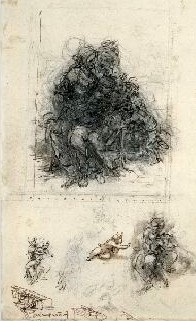
Schizzo dell'opera